# アーミー オブ ツー: The 40th Day
『アーミー オブ ツー: The 40th Day』（Army of Two: The 40th Day）は、2010年1月にEA Montreal開発、エレクトロニック・アーツより発売された成人向けシューティングゲーム。2008年に発売された『アーミー オブ ツー』の続編。

## 概要
前作より様々に改善・追加した、ドラマチックで重厚な作品である。混沌の上海を舞台としてオンラインによる対戦・協力プレイが可能。プレイヤーキャラクターは前作と同じくリオスとセーレム。
日本語版は2010年3月25日（PSP版は6月24日）に発売されている。前作は日本語字幕のみだったが、今作は日本語吹き替えが搭載された。
なお、画面分割で協力プレイをする場合、2Pも別アカウントでサインインしなければ、2Pの武器や金が保存されない。

## 続編
2013年5月に第3作目の『アーミー オブ ツー: ザ・デビルズカーテル』（Army of Two: The Devil's Cartel）が発売されている。